# Monica Nielsen
Monica Nielsen, ursprungligen Lindgren, född 30 november 1937 i Oscars församling på Östermalm i Stockholm, död 1 juni 2025 i Högalids distrikt på Södermalm i Stockholm, var en svensk skådespelare och sångerska.

## Biografi

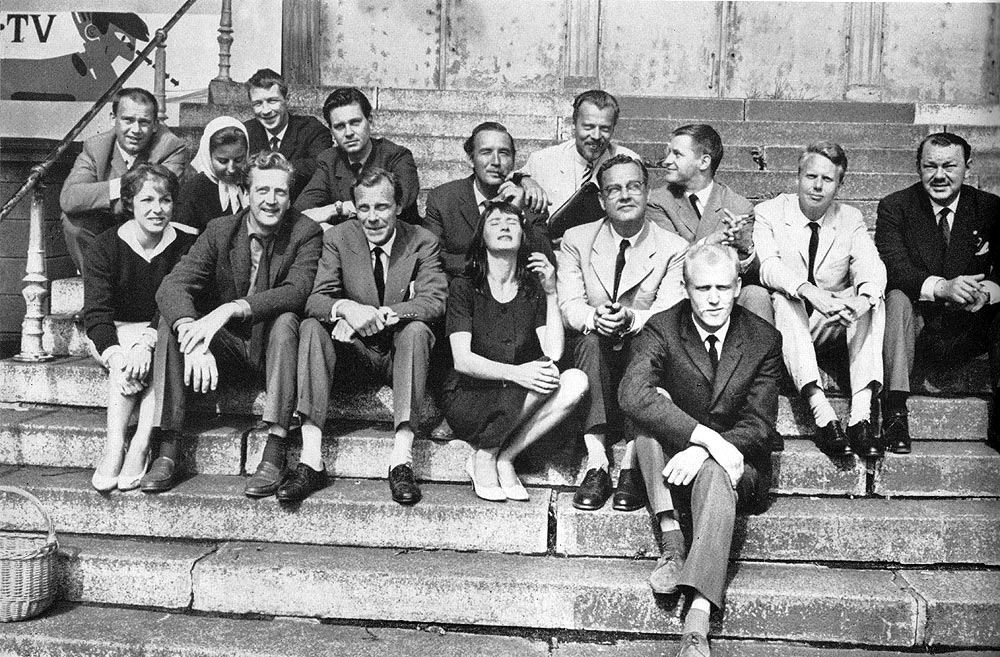
Monica Nielsen (första raden, fjärde fr. v.) tillsammans med TV-teaterensemblen säsongen 1961/1962.

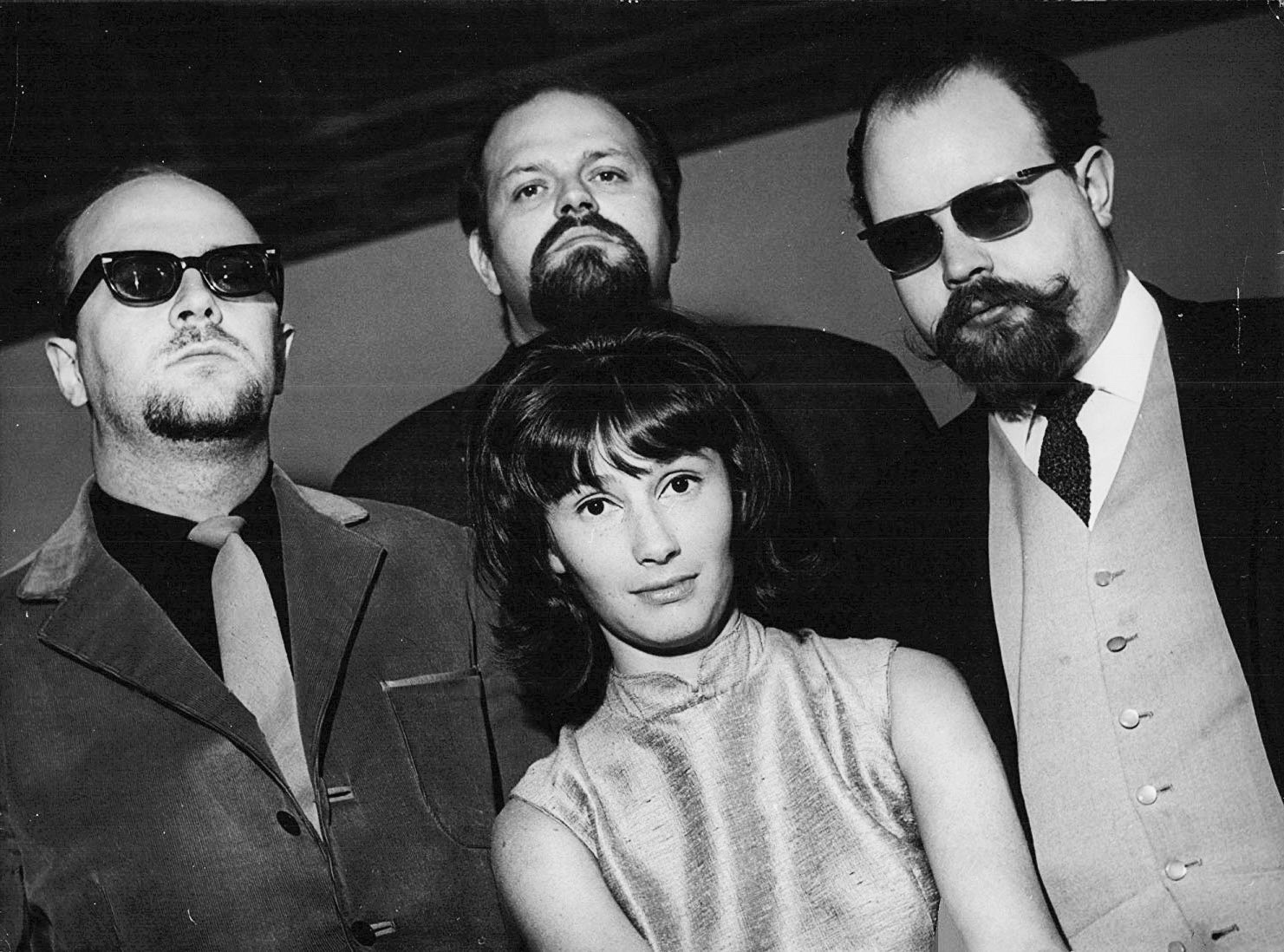
Monica Nielsen omgiven av Lasse O'Månsson, Beppe Wolgers och Åke Söderqvist 1964.

Monica Nielsen debuterade redan som åttaåring på Helsingborgs stadsteater och började därefter arbeta som barnskådespelerska. Hon filmdebuterade i Per G. Holmgrens Kvarterets olycksfågel 1947. 1952 började hon framträda som vissångerska på Nalen och 1956 kom hon in på Dramatens elevskola. På Dramaten arbetade hon i olika omgångar sedan 1957, här kan nämnas uppsättningar som bland annat Hamlet, Din stund på jorden, Swedenhielms, Ett resande teatersällskap, Blodsbröllop, Råttfångaren, Tartuffe och Kranes konditori.
Nielsen ingick i TV-teaterns fasta ensemble i början av 1960-talet. Därefter följde turnéer med Riksteatern, kabaréer på Hamburger Börs med Monica Zetterlund och Sonya Hedenbratt, TV-underhållning och grammofonskivor. 1966 sjöng hon En röd vals i Melodifestivalen. Hon  medverkade i flera musikaler, bland annat huvudrollen som Sally Bowles i Cabaret på Maximteatern 1969. Hon spelade revy av Hasse och Tage, Konstgjorda Pompe på Gröna Lund 1963. 1983 gästspelade hon i Hagge Geigerts revy på Lisebergsteatern i Göteborg. För TV-publiken är hon bland annat känd som Bodil i såpan Varuhuset, en serie som lockade många tittare i slutet av 1980-talet. Under många somrar var hon återkommande gäst i visprogrammet Carl-Anton i Vita Bergen. I valrörelsen 1970 följde Monica Nielsen med Olof Palme och underhöll publiken med sång.
På senare år tolkade hon visor av Lars Forssell och Brecht tillsammans med Monica Dominique. Hon spelade rollen som den snipiga Aurore i folklustspelet Söderkåkar på Boulevardteatern 2005. Den 6 juni 2006 belönades Monica Nielsen med medaljen Litteris et Artibus.

### Privatliv
Monica Nielsen var dotter till skådespelarna Peter Lindgren och Marianne Nielsen, född Lundberg. Hon fick sitt efternamn efter sin styvfar Gunnar Nielsen som adopterade henne. Hon var också brorsdotter till regissören Lars-Magnus Lindgren och systerdotter till psykologen Merit Hertzman-Ericson.
Hon var under flera decennier sambo med Adam Inczèdy-Gombos (1940–2020) innan hon 1987 gifte sig med antikhandlaren Torsten Björklund (1923–2013). Med Inczèdy-Gombos har hon två döttrar: skådespelarna Petra Nielsen (född 1965) och Paula Nielsen (född 1967).

## Diskografi (urval)[7]

### Album
- 1966 – En människa (med sången "Doj-doj" av Beppe Wolgers)
- 1977 – ...med hjärtat fyllt av trots: Arbetarrörelsens kampsånger (tillsammans med Tommy Körberg)
- 2004 – Säg vad ni vill...men först kommer käket (texter av Bertolt Brecht och Lars Forssell)
- 2009 – Monica & Monica tolkar Beppe, Olle, Allan (med Monica Dominique)

### Singlar
- 1959 – Oscar Svensson (utgiven på Knäppupp)
- 1961 – Han är min tyrann (utgiven på Knäppupp)

## Filmografi (i urval)[8]
- 1947 – Kvarterets olycksfågel
- 1949 – Stora Hoparegränd och himmelriket
- 1955 – Flickan i regnet
- 1955 – Danssalongen
- 1955 – Blå himmel
- 1956 – Det är aldrig för sent
- 1956 – Sången om den eldröda blomman
- 1957 – Gäst i eget hus
- 1959 – Resa i toner
- 1959 – Mälarpirater
- 1963 – Sällskapslek
- 1964 – Svenska bilder
- 1965 – Kattorna
- 1966 – Prinsessan
- 1968 – I huvet på en gammal gubbe
- 1969 – Kameleonterna
- 1977 – Tabu
- 1977 – Uppdraget
- 1993 – Mannen på balkongen

### TV-produktioner
- 1959 – Lilith
- 1960 – Fröken Rosita
- 1961 – Mr Ernest
- 1961 – Lek ej med kärleken (TV-teater)
- 1962 – Välkomstmiddag
- 1962 – Sex roller söka en författare
- 1962 – Krigsmans erinran
- 1962 – Ritten till havet
- 1962 – Gisslan
- 1962 – Värmlänningarna
- 1962 – Halsduken
- 1963 – Anna Sophie Hedvig
- 1963 – Societetshuset
- 1964 – Henrik IV
- 1964 – Ta hand om Amelie
- 1966 – Skuggan av Mart
- 1967 – Gumman som blev liten som en tesked
- 1973 – Den lilla teatern spelar för dig
- 1974 – Mahagonny
- 1981 – Stjärnhuset
- 1983 – Utflykten
- 1985 – Hemma hoz
- 1986 – Hassel – Beskyddarna
- 1987–1989 – Varuhuset (TV-serie)
- 2000 – Brottsvåg
- 2000 – Det grovmaskiga nätet
- 2000 – Pusselbitar

## Teater

### Roller (ej komplett)
| År   | Roll                       | Produktion                                                                        | Regi                | Teater                          |
| ---- | -------------------------- | --------------------------------------------------------------------------------- | ------------------- | ------------------------------- |
| 1945 | Lilla Lena                 | Ett puzzlespel Kaj Munk                                                           | Sture Ericson       | Helsingborgs stadsteater        |
| 1947 | Lise                       | Peppar och salt Siegfried Geyer och Paul Frank                                    | Lars-Levi Læstadius | Helsingborgs stadsteater        |
| 1959 | Anneke, piga               | Den politiske kannstöparen (Den Politiske Kandestøber) Ludvig Holberg             | Rune Carlsten       | Dramaten                        |
| 1959 | Flickan                    | Tyst i huset, eller Trasslet som blev värre Per Edström                           | Per Edström         | Dramaten                        |
| 1960 | Drottningen i teaterspelet | Hamlet William Shakespeare                                                        | Alf Sjöberg         | Dramaten                        |
| 1960 | Colette                    | Gisslan (The Hostage) Brendan Behan                                               | Per-Axel Branner    | Dramaten                        |
| 1961 | Prins Henry                | Kung John (The Life and Death of King John) William Shakespeare                   | Alf Sjöberg         | Dramaten                        |
| 1962 | Maya                       | Leon Phitts är död (Leon Phitts Is Dead) Mark Zalk                                | Hans Abramson       | Lilla Teatern                   |
| 1962 | Flicka 1                   | Party: De tre hjältarna (I tre bravi) Dario Fo                                    | Jackie Söderman     | Lilla Teatern                   |
| 1962 | Kvinnan som beundrar       | Party: Drömmar i Omsk Lars Forssell                                               | Jackie Söderman     | Lilla Teatern                   |
| 1969 | Sally Bowles               | Cabaret John Kander, Fred Ebb och Joe Masteroff                                   | Lars Amble          | Maximteatern                    |
| 1990 | Granris-Kajsa              | Amorina Carl Jonas Love Almqvist                                                  | Peter Stormare      | Dramaten                        |
| 1991 | Amman                      | Romeo och Julia (The Tragedy of Romeo and Juliet) William Shakespeare             | Peter Langdal       | Dramaten                        |
| 1998 | Råttningen                 | Råttfångaren Rikard Bergqvist                                                     | Agneta Ehrensvärd   | Dramaten                        |
| 1999 | Fru Krane                  | Kranes konditori Cora Sandel                                                      | Agneta Ehrensvärd   | Dramaten                        |
| 2000 | Madame Pernell             | Tartuffe Molière                                                                  | Åsa Melldahl        | Dramaten                        |
| 2006 | Fräulein Schneider         | Cabaret John Kander, Fred Ebb och Joe Masteroff                                   | Johan Wahlström     | Tyrol Senare flyttad till Rondo |
| 2008 | Medverkande                | Snurra min jord, hyllningsföreställning till Lars Forssell                        | Lars Löfgren        | Vasateatern                     |
| 2008 | Mrs Higgins                | My Fair Lady Frederick Loewe och Alan Jay Lerner                                  | Tomas Alfredson     | Oscarsteatern                   |
| 2010 | Miss Dinsmore              | Singin' in the rain Betty Comden, Adolph Green, Arthur Freed och Nacio Herb Brown | Bo Hermansson       | Oscarsteatern                   |

## Radioteater

### Roller (ej komplett)
| År   | Roll          | Produktion          | Regi          |
| ---- | ------------- | ------------------- | ------------- |
| 1975 | Jungfru Maria | Maria Jonna Jonsson | Karin Ekelund |

## Priser och utmärkelser
- 2006 – Litteris et Artibus
- 2009 – Guldmasken som "Bästa kvinnliga biroll i musikal" för My Fair Lady